# 南开大学校史

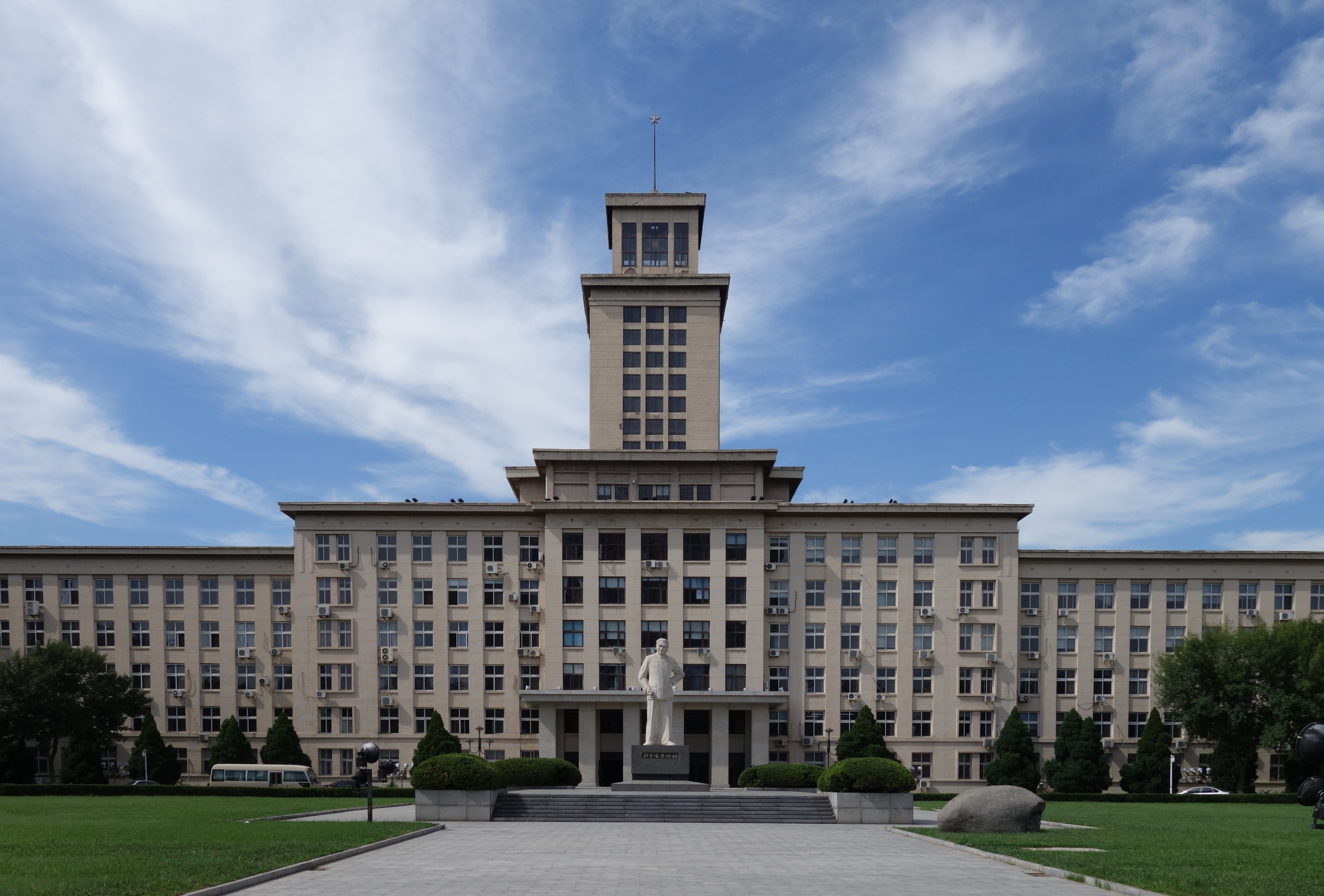
位于南开大学八里台校区的主楼，是南开大学的标志性建筑物

南开大学位于中华人民共和国天津市，历史悠久，由中国近代著名教育家严修、张伯苓共同创办，肇始于1904年成立的南开学校，1919年南开学校大学部正式成立。
1919年9月25日，南开学校大学部举行首次开学典礼，标志着私立南开大学正式成立。1921年，南开学校大学部正式更名为“天津私立南开大学”。1929年，南开大学改科为院，设立文学院、理学院、商学院及医预科，共13个系。1937年抗日战争全面爆发伊始，南开大学即成为轰炸目标，校舍几乎完全焚毁。1937年9月10日，国民政府教育部宣布以北京大学、清华大学、南开大学和中央研究院的师资设备为基干，成立长沙临时大学。1938年4月2日，行政院命令迁至昆明的长沙临时大学更名为“国立西南联合大学”。1939年，南开大学经济研究所则在重庆市沙坪坝南开中学校园内恢复成立。
1946年5月4日，西南联大正式解散，南开大学由“私立”变更为“国立”，南开大学各院系所陆续返回天津八里台旧址复校。1946年10月17日，南开大学在八里台举行复校典礼，这一日被定为南开校庆日。复校后的国立南开大学，设文学院、理学院、政治经济学院和工学院，计16个系，另设有经济研究所、应用化学研究所及边疆人文研究室。
1949年中华人民共和国成立后，南开大学延续了公立大学的建制。1966年至1976年文化大革命期间，南开大学正常教学秩序被破坏，大多数教师受到打击迫害。其中，1966年至1971年五年未招生。1978年2月17日，国务院转发教育部《关于恢复和办好全国重点高等学校的报告》，确定南开大学为第一批全国重点高等学校。1994年，天津对外贸易学院并入南开大学。1995年，南开大学入选中国首批“211工程”院校。2000年12月25日，入围“985工程”。2017年9月，南开大学入围“世界一流大学建设高校”。

## 筹备办学期间

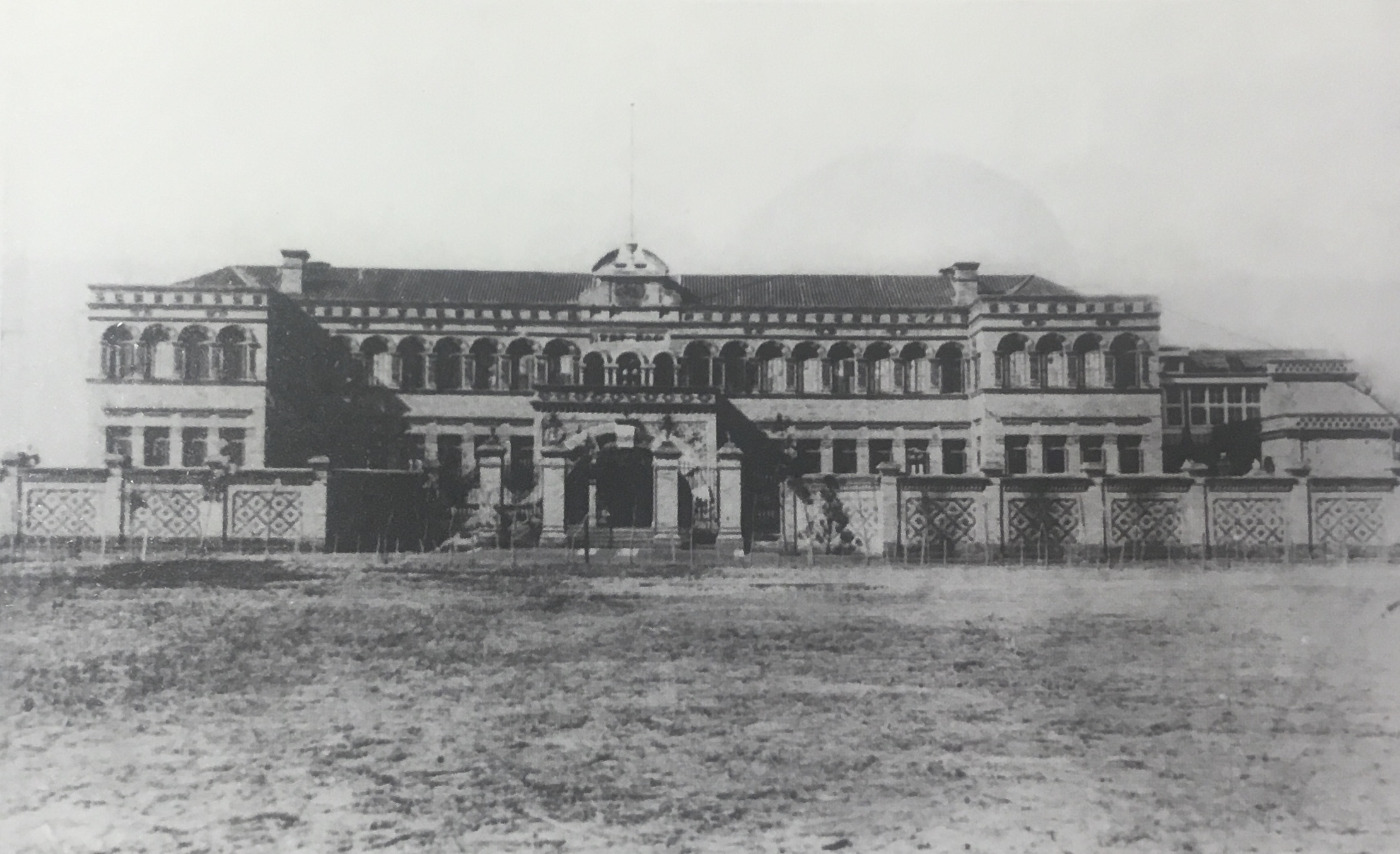
南开学校旧址

南开大学最初为南开系列学校的一个组成部分，这一系列学校均缘起于严修自家的私塾——严氏家馆。严修虽然是接受旧式教育长大，并通过科举考试步入仕途的官僚，但他和张伯苓都意识到改革教育的重要性，认为“中国自强之道，端在教育，创办新教育，造就新人才”，只有通过教育的革新才能改变国家日渐衰败的命运。1898年，曾任学政、主张废除科举的严修辞官回家，并开始着手建立新式学校。1904年，私立南开学校建立，严氏家馆的塾师张伯苓担任校长。之后，在意识到社会发展对高等教育的急切需求后，严修开始着手创办大学教育。
1917年，在尝试创建的专门部和高等师范班一年便失败后，严修派张伯苓先期前往美国哥伦比亚大学研究大学经营之道。同年，严修也亲赴美国对哥伦比亚大学、芝加哥大学、旧金山大学等著名私立大学的运作进行考察。1918年底回国之后，严修和张伯苓开始为南开大学的创建奔走。两人先行前往北京，面见教育总长傅增湘及多位知名学者，讨论大学成立事宜，又找到梁士诒、曹汝霖、周自齐等人，募集大学创建的资金。之后两人又亲自或派人前往多处，争取各地军阀支持。张伯苓、严修曾拜会曾多次给南开捐款的天津籍江苏督军李纯，恳请帮助筹款。1920年10月，李纯去世前立下遗嘱，将家产的四分之一，约合50万银元捐给南开大学作为永久基金。为此，南开大学修建了秀山堂和李纯塑像以纪念。在筹备本学期间，除严修、张伯苓两位主要创始人外，国民政府教育总长范源濂也曾参与南开大学的筹备、创办，并担任校董会的董事、董事长。

## 建校初期

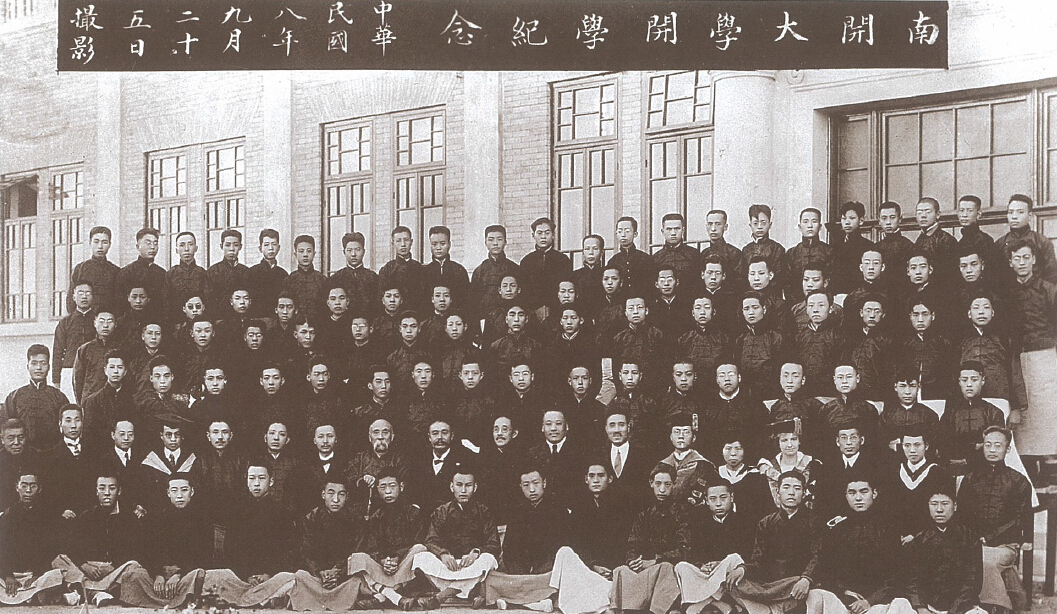
1919年9月25日南开大学开学纪念照（最后排左一即为周恩来）

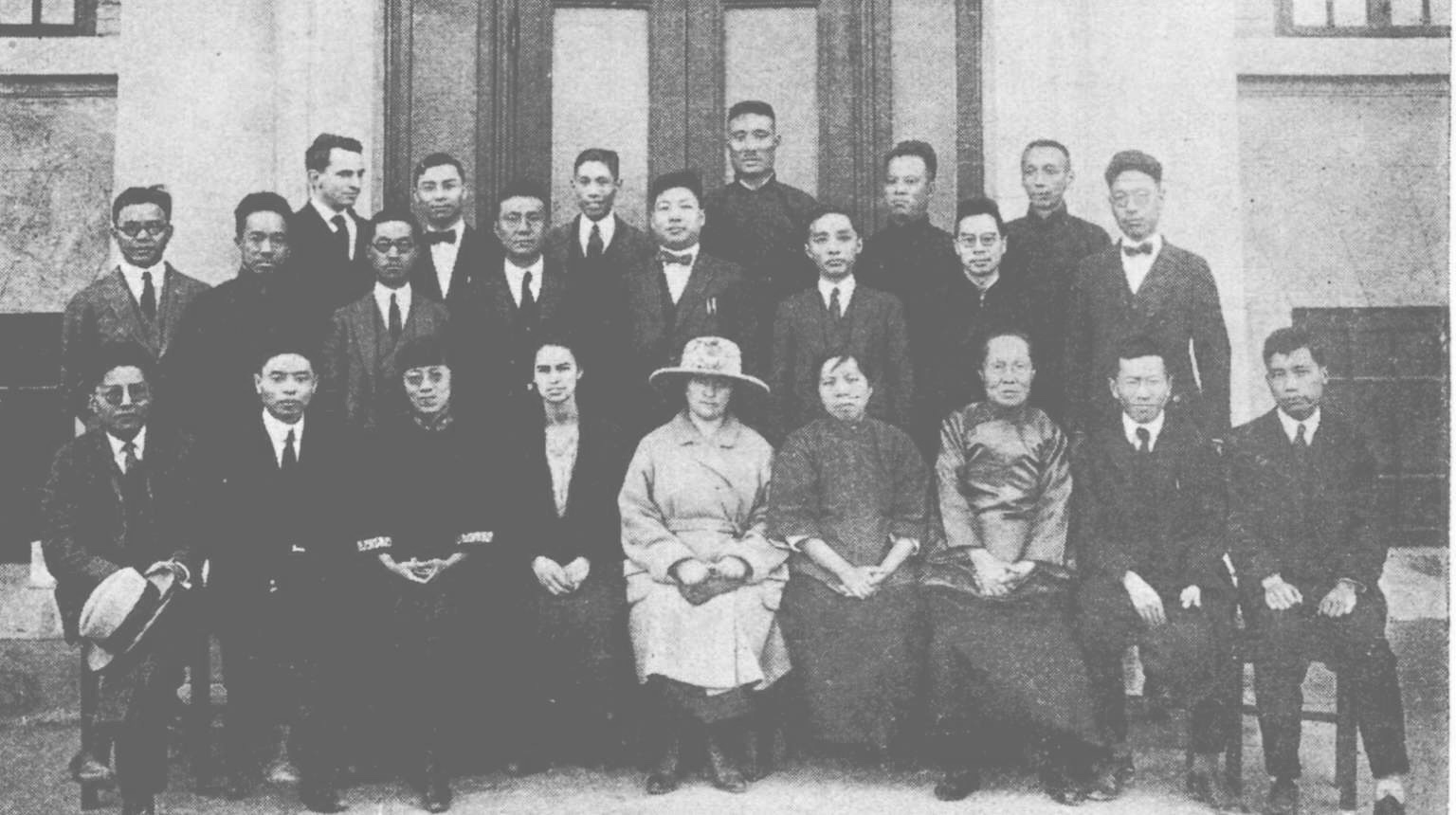
1923年张伯苓与南开大学教师合影

1919年4月，南开学校开始在中学部以南兴建大学部校舍。5月，南开学校成立大学筹备课，拟订校章，规划系科并组织招生工作。9月7、8日，南开学校大学部举办招生考试，录取周恩来、马骏等首批96名学生。9月25日，南开学校大学部举行开学典礼，标志着南开大学的正式成立。成立之初，南开学校大学部设文、理、商三个科系。

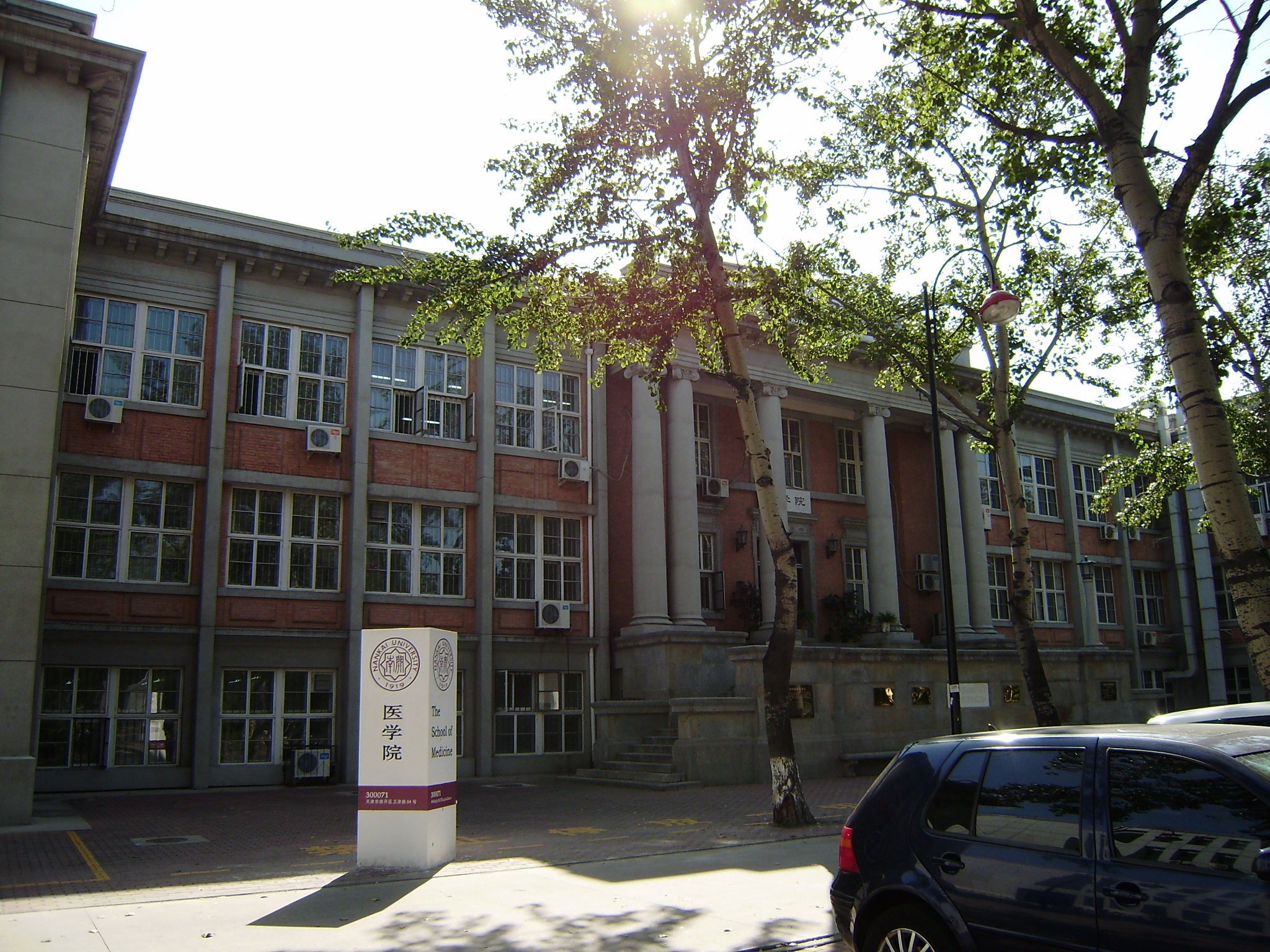
洛克菲勒基金会、袁述之捐赠并保存至今的思源堂（1923年落成）

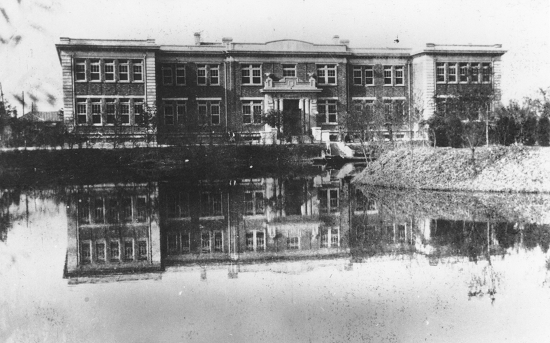
李纯捐赠、毁于日军战火的秀山堂（1924年落成）

1920年，李组绅捐款三万洋银予南开大学，增设矿科，是南开大学矿科之始，并为南开购地七百余亩。1921年，南开学校大学部正式更名为“天津私立南开大学”。1921年9月12日起，梁启超受邀到南开大学讲《中国历史研究法》，吸引了天津各校教员学生前来旁听，此后梁启超拟在南开大学设立东方文化研究院，主要研究孔孟思想和宋朝理学，得到严修、张伯苓支持，但终因响应者寥寥而作罢。1922年，是美国罗氏基金会在到南开大学考察，在旁听邱宗岳先生的定性分析课，决定捐助一座科学馆。袁述之亦参与资助兴建，故次年落成后命名为“思源堂”。1924年，南开大学发生“轮回教育”事件。南开大学学生宁恩承在《南大周刊》发表了名为《轮回教育》的文章，认为当时的教育已陷入一种无法自拔的“轮回”怪圈。这种教育无法救国，学生的学习无法为社会服务。该文一度令南大师生关系紧张，但在张伯苓的冷处理下渐渐缓和，张伯苓开始反思效仿欧美教育体制的缺点。不久，南开大学教务会议决定，除英文课外，所有课程均改用国语讲授。1926年6月15日，私立南开学校校董会就校名问题进行了讨论，张伯苓提议：“现本校已有大学、中学、女中三部，各部名称颇不一致，应有规定，以示划一。”经校董范源濂提议:“各部名称对外应分立，如南开大学（Nankai University）、南开中学（Nankai High School）、南开女子中学（Nankai Girls High School），对内仍用南开学校大学部、中学部、女子中学。”获得董事会通过，学校对外称私立南开中学，对内则称南开学校中学部:4。同年，南开矿科解散，吴大猷等师生被转入理科继续学习。1927年2月，卢木斋出资兴建南开大学图书馆，落成后被命名为木斋图书馆。1927年9月，由何廉倡议，校长张伯苓支持下，南开大学社会经济研究委员会作为独立不隶属于任何学科的专门研究机构在秀山堂成立。同年10月，南开大学满蒙研究会成立。1928年，张伯苓主持学校募款委员合制定了“南开大学发展方案”，提出“知中国、服务中国”的办学宗旨，以及“以中国历史、中国社会为学术背景解决中国问题”的目标。1929年，南开大学改科为院，设立文学院、理学院、商学院及医预科，共13个系。同年9月，历史学教授蒋廷黻、经济学教授蕭蘧、植物学教授李继侗三位留美骨干教师因私立南开大学较为薄弱的经济实力与管理制度，被罗家伦延揽至条件待遇优沃的清华大学任教。

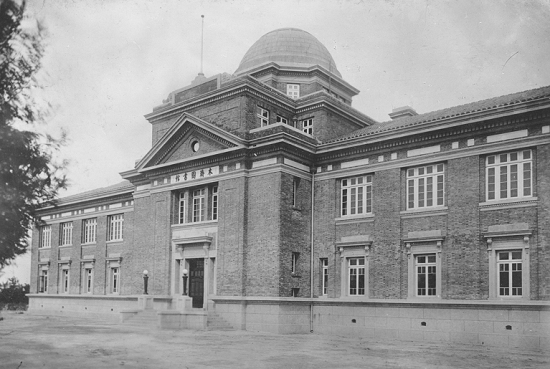
南开大学早期建筑木斋图书馆

1931年，南开大学成立经济学院，创办化学工程系和电气工程系，附属于理学院，陈芝琴捐资建成芝琴楼。同年9月，位于保定的河北大学被改组，部分法科学生转入南开大学就读。1932年设立应用化学研究所，制定了《私立南开大学章程》。1933年6月，经张伯苓游说，南开大学被纳入英国庚子赔款补助名单。12月24日，南开学校召开董事会，商议南开大学接办海军医学院的相关事宜，最终未能成功。1934年春，南开大学广播电台开办，由南开大学电机工程系在思源堂地下室主办，至次年春因经费不足停办。1934年秋，南开学校三十校庆的纪念会上，张伯苓将“公”、“能”二字定为校训。
截止到1937年抗战全面爆发前，早期的南开大学已有文、理、商3个学院，12个系及经济、应用化学2个研究所。然而作为私立大学，学校的学生规模一直较小，1937年在校学生仅429人，但师资力量则十分雄厚，教职员工110余人，凌冰、姜立夫、饶毓泰、邱宗岳、杨石先、李继侗、熊大仕、蒋廷黻、李济、萧公权、徐谟、何廉、方显廷、陈序经、李卓敏、黄钰生、张彭春、柳无忌、司徒月兰、张忠绂、冯文潜、张克忠、张洪沅、刘晋年、钱宝琮等学者曾就职于南开大学。此外，竺可桢、汤用彤、萧叔玉、范文澜、罗隆基、吴大猷等也都曾在南开短期任教。经过多年的发展，私立南开大学已经形成了办学严谨，技风优良，重视基础，考试严格，办学效率高的特色，并赢得了“私立学校中之成绩卓著者”的社会评价。

## 抗日战争初期

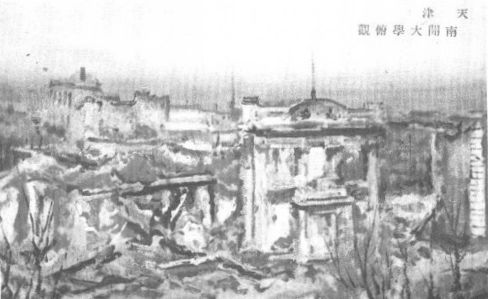
日军随军画家向井润吉当年所绘日军炸毁后的南开大学

1937年7月7日卢沟桥事变后，抗日战争全面爆发，日军迅速侵略华北地区。7月24日，南开大学物资开始疏散。至28日，天津、北平相继沦陷。7月29日，日军派遣飞机对天津市内重点目标进行轰炸，当时作为国民革命军第29军第38师一部据点的南开大学被列为目标之一，秀山堂、芝琴楼等校园建筑被全部或部分炸毁，木斋图书馆部受损。
7月30日，日军攻入南开大学校舍，劫掠并纵火焚烧部分空袭未被炸毁的建筑。同日，日军炮队亦自海光寺向南开大学射击，共中四弹，木斋图书馆随即起火被烧毁。30日下午，张伯苓接受《中央日报》采访并发表讲话：“敌人此次轰炸南开，被毁者为南开之物质，而南开之精神，将因此挫折，而愈益奋励。”

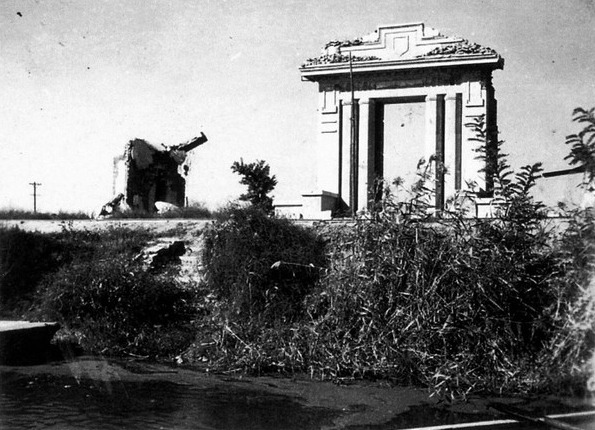
南开经济研究所等所在的秀山堂被炸后的残迹

私立南开大学成为中日开战后第一所因战火被焚毁的高等学府，校舍几乎完全焚毁，损失据估计高达663万元法币，占当时全国高等学校全部战争损失的十分之一。南开大学遭袭受到当时多方关注，蔡元培、胡适、茅盾、郭沫若等知名人士纷纷发函慰问。时任国民政府主席的蒋介石在约见平津教育学术界人士时，向张伯苓承诺将重建南开，并表示“南开为中国而牺牲，有中国即有南开！”8月1日，蔡元培、蒋梦麟、胡适、梅贻琦等七人致电国联知识界合作委员会通报日军侵略南开等教育机构的暴行，呼吁国际人士给予日本方面制裁。
在轰炸发生后，在国际上迅速引起关注，西方多国驻天津使领馆即向日本发出抗议。英国牛津大学在内18所高校的170名教授联名声援并敦促英国政府制止日军暴行。日军对此辩称，系因对中国兵占据南开大学、北宁铁路局等地有计划地袭击天津日租界及日本的主要机关的自卫反击活动，同时日方认为各国应向中方抗议。1937年10月17日，天津、南京校友聚会纪念南开学校成立三十三周年，并一致表示对南开复校充满信心。

## 西南联合大学时期

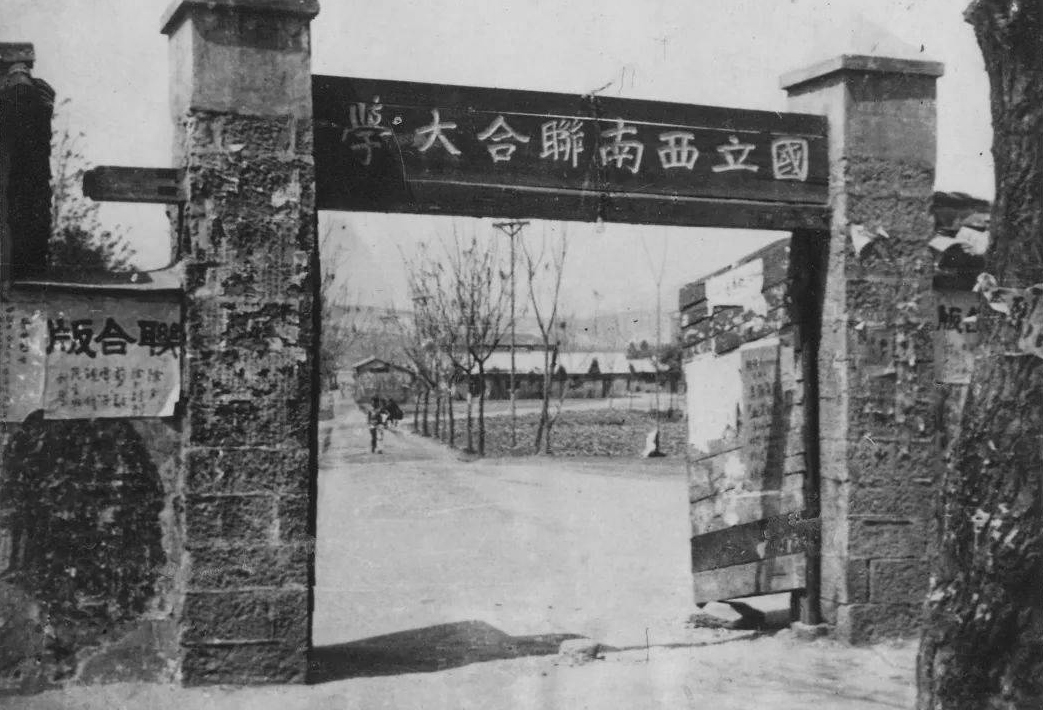
国立西南联合大学校门

1937年8月28日，中华民国教育部致函要求私立南开大学与北京大学、清华大学在长沙合组“国立长沙临时大学”，指定三校时任长张伯苓、蒋梦麟、梅贻琦为临大校务委员会常务委员，共同治理校务。9月10日，国民政府教育部发布第16696号令：“以北京大学、清华大学、南开大学和中央研究院的师资设备为基干，成立长沙临时大学。”10月13日，南京陷落，长沙临时大学拟议再度南迁。10月25日，长沙临时大学开学，11月1日上课，设4个学院17个学系。至11月20日，在校生共1452人。1938年1月，南京被日军占领，学校被迫远迁云南昆明。2月，第一学期结束后，器材书籍已陆续分批运往昆明，全校师生分海陆三途进入云南。部分同学自長沙乘火车至廣州，以嶺南大學為招待站，分批自廣州乘船经香港、安南海防，再由乘火车抵達昆明。陆路桑东旅行团沿湘桂公路到桂林，经柳州、南宁、安南入滇。湘黔滇旅行团经陆路自长沙出發，乘船至湖南益陽，再步行經常德至沅陵，由沅陵经芷江到晃縣乘卡車快速通過，再穿越雲貴高原抵达昆明，长途跋涉3000余里，於4月28日抵達。4月2日，中华民国教育部转知：奉行政院命令，并经国防最高会议通过，更名为“国立西南联合大学”。西南聯大领导行政体系沿袭长沙临时大学，并依据照国民政府1938年发《大学组织法》施行，设置常务委员会为最高权力机构，南开校长张伯苓、北大校长蒋梦麟和清华校长梅贻琦三人担任常委。因张伯苓、蒋梦麟在陪都重庆任职，梅贻琦则常驻昆明管理西南联大。5月4日，国立西南联合大学在昆明、蒙自两地开课。9月28日，日军飞机轰炸联大教职员宿舍。

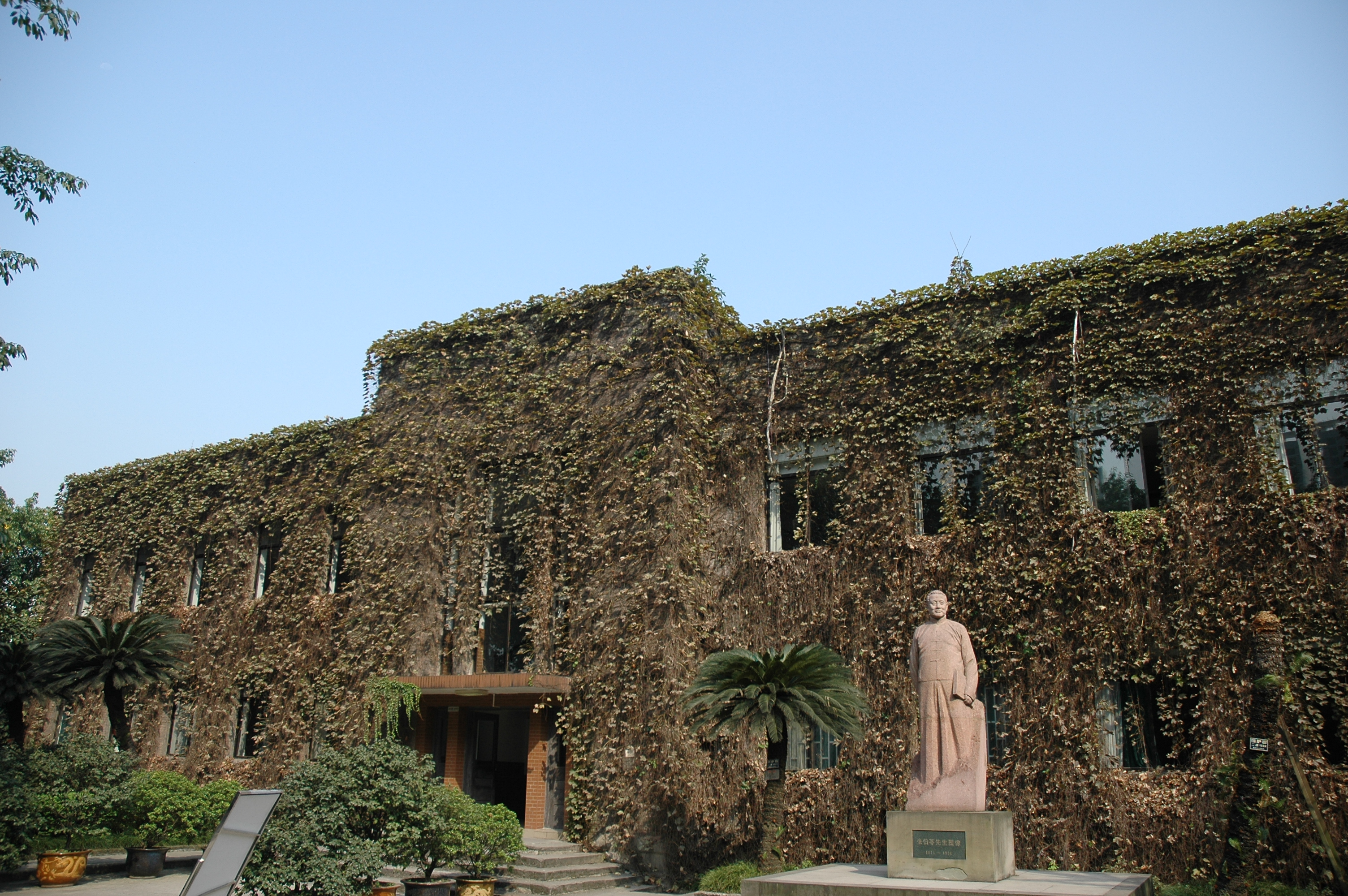
南开大学经济研究所等部分机构南迁至重庆南开中学校园内

1939年10月4日，西南联大各学院集中至新校舍后开学。西南联大时期，毕业生分南开、清华、北大、联大四类学籍，合并前学生拥有原校学籍，合并后招生为联大学籍。同年，南开大学经济研究所在重庆市沙坪坝的重庆南开中学图书馆内恢复成立，在昆明设办事处。
1940年，日軍攻入越南，西南联大准备前往四川，在敘永暫設分校安置新生及先修生。次年夏，局势稳定后，敘永分校結束。1941年至1945年间，西南联大有数百名学生应征作战翻译、参与中国远征军入缅作战、参加印度远征军等。
西南联大期间，三校师生以“刚毅坚卓”的校训为指导，在条件极其艰苦的情况下开展教学、科研工作。1944年1月1日，国民政府为褒奖南开大学创始人张伯苓终身从事教育，颁发一等景星勋章，以示嘉奖。
1945年11月25日，西南联大、云南大学等4校学生自治会组织6000多人，在联大校舍草坪举行反内战时事晚会，钱端升等教授演讲。国军第五军士兵在墙外鸣枪威胁，并有人员切断电源扰乱会场，引起昆明学校學生成立昆明市中等以上学校罢课联合委员会（簡稱罷聯），組織联合罢课，並呼吁停止内战、组建联合政府。12月1日，在国民党党务主任李宗黄、云南警备总司令关麟征、第五十五军军长邱清泉带领下，军政部第二军官总队百余人袭击联大、云大等院校，炸死4人，重伤25人，即为“一二·一”惨案。之后，罢联举行更大规模抗议活动，各校罢课、罢教、罢工。

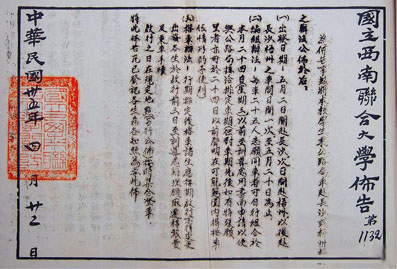
国立西南联合大学有关三校复校的布告

## 天津复校

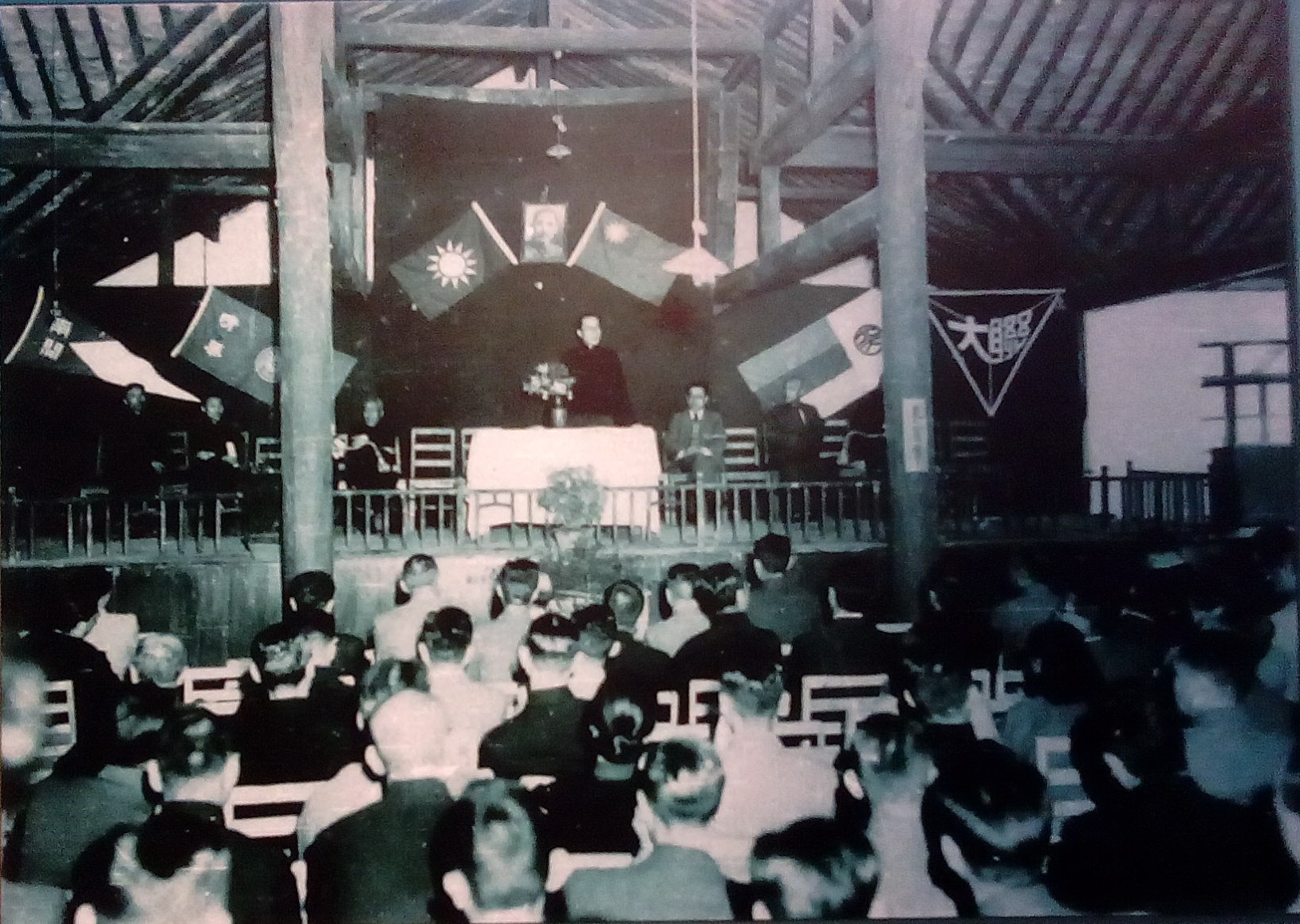
1946年5月4日，西南联合大学举办结业典礼，联大正式宣告结束。

1942年春节前，张伯苓拜会蒋介石，商谈南开大学复校问题。会谈后，同年2月17日，南大复兴筹备会首次会上，张伯苓表示：蒋介石“仍本有中国即有南开之诺言，允我校（南开）复校时，与国立大学同等对待”。
1946年1月，南开大学在天津市重庆道成立复校筹备处，收回天津八里台校舍853亩地以及六里台中日中学、农场、运动场、苗圃等110亩地。4月，蒋介石亲自签署了将私立南开大学变为国立大学的文件。1946年5月4日，西南联大舉行結業典禮，7月31日宣布解散，三所学校复校。国民政府共拨付北大、清华、南开三校70亿元旅途费，30亿元建设费（北大10亿元，清华12亿元，南开8亿元），私立南开大学改为国立南开大学。因货币贬值，教育部续拨南开3亿元复校经费。由于沦陷八年间，校园成为日军兵营，面目皆非，给复校工作带来极大困难。南开大学师生在修建教学、生活等用房的同时，向日方索还被日军劫掠的财物。10月，南开师生返回天津八里台复校，从日本追回图书194箱，在每本归校的图书扉页上粘贴了“民国二十六年此书被日寇劫去胜利后由东京收回刊此以资纪念”的标记。

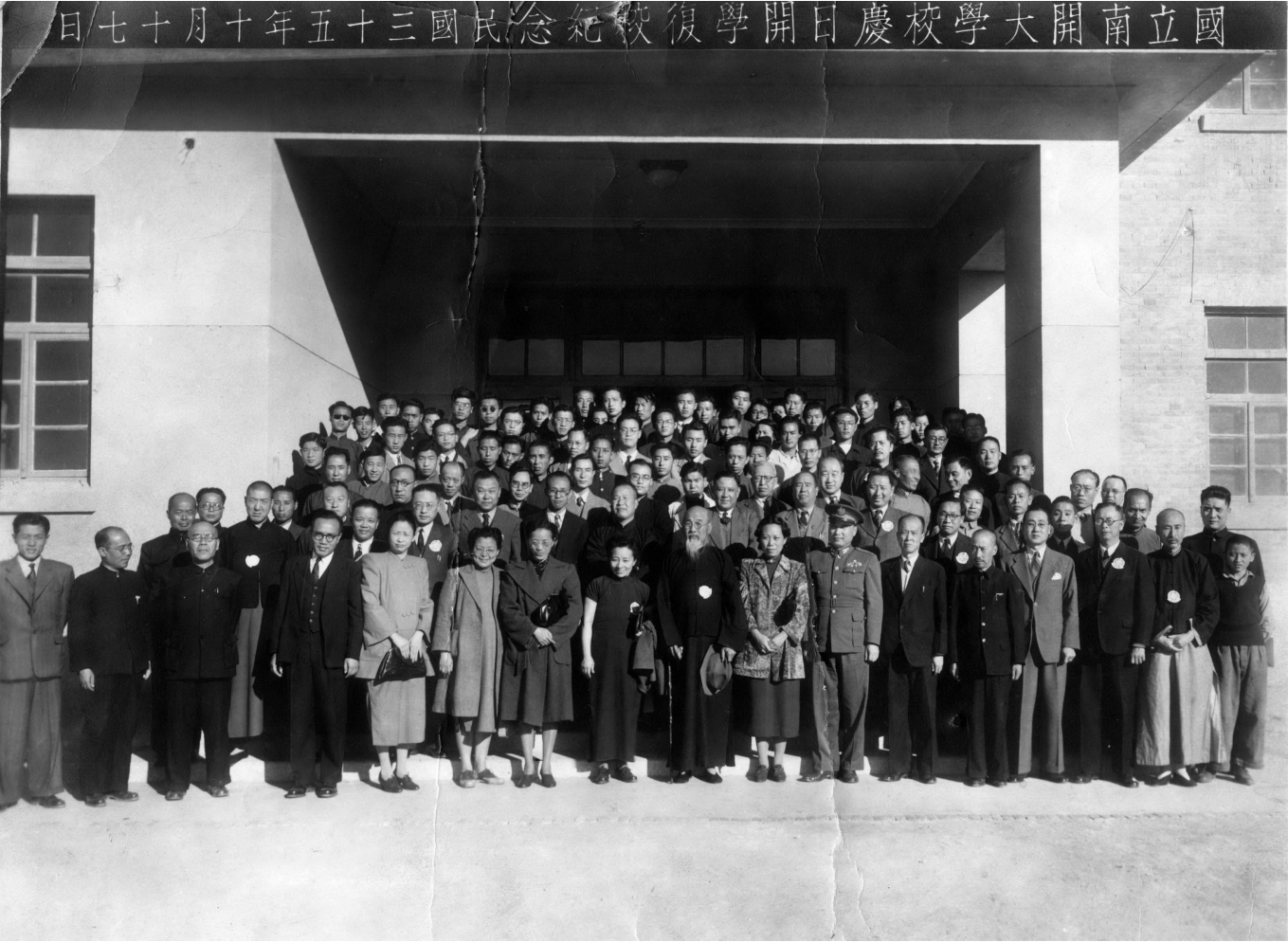
1946年10月17日，国立南开大学在校庆日正式开学复校

1946年10月17日，南开大学在八里台胜利楼举行复校典礼，宣布正式开学，20日开始上课。10月17日被定为南开校庆日。12月，南开经济研究所从重庆迁回天津。复校后的国立南开大学，设文学院、理学院、政治经济学院和工学院，计16个系，另设有经济研究所、应用化学研究所及边疆人文研究室，吴大任、卞之琳、萧采瑜、傅筑夫、高振衡、李广田、罗大冈、汪德熙、谢国桢、张清常等学者到南开任教。1947年1月1日，南开大学与耀华中学、南开中学等学校学生共3000人举行抗议美军暴行的游行，后与北洋大学游行队伍会和后冲击天津市政府，迫使时任天津市长杜建时同意学生主张。1月4日，南开、北洋两校学生共同发表罢课宣言，开展美军从中国撤退运动。1948年，张伯苓校长离任，由何廉代理校长。1948年冬季，南开大学学生会、教授会、讲助会和职工会联合组成“南开大学安全委员会”，与校行政负责人杨石先、黄钰生等共同保护国共交战时南开大学避免遭到破坏。

## 1949年至文革前

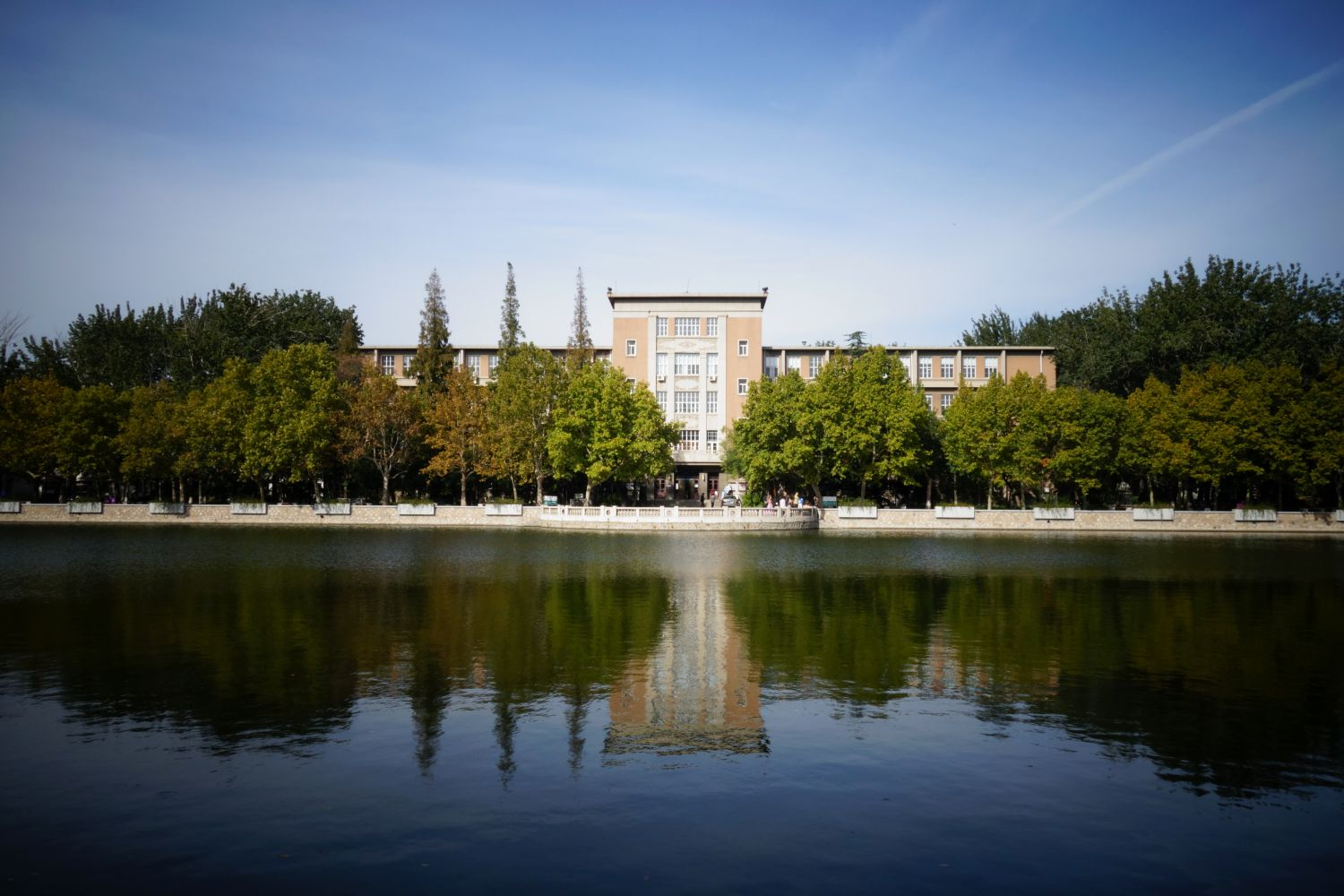
1958年落成的南开大学图书馆（文中馆）

1949年1月，中国人民解放军占领天津市。3月，河北省立法商学院解散，大部分学生转入南开大学相关科系入读。6月27日，《华北高等教育委员会关于南开、北大、清华、北洋、师大等校院系调整的决定》公布，决定取消南开大学哲教系、北京大学教育系和清华大学法律系、人类学系。1949年底，南开大学的教育系并入北京师范大学。
1952年2月，天津市政府与教育部商定，划拨甘肃路54号南开大学东院给新建的天津医学院作为校舍（现为天津市汇文中学校舍）。同年，南开大学在木斋图书馆原址上重建图书馆，卢木斋先生的后人遵其遗愿再度捐资。1952年春，三反五反期间，起初南开大学作为高等院校校内比较平静。化工系的一位副教授曾坦白曾私拿药品回家使用并愿意赔偿，掀起了南开大学校内三反五反运动的高潮，致使南开大学秘书长黄钰生一度蒙冤。1952年5月，为了收拾残局，教育部正式任命杨石先为校长，天津市军管会任命王金鼎为校党委书记。同年，高等学校院系调整中，南开大学工学院并入天津大学，天津大学的数学系和物理系并入南开大学，津沽大学商学院的贸易、会计和企管系调入南开大学。南开大学由包含文、理、政经、工四个门类的综合性大学改为仅有文理科的苏联式综合性大学，设有14个系，3个专修科。1957年，杨石先出任南开大学校长。1958年10月3日，南开大学物理系二十余名师生自主建成中国高校第一座实验性原子反应堆——“南开一号”。同年，南开大学的贸易、企业管理、会计、金融、财政、统计等经济管理科系调出，独立组建的河北财经学院，原经济研究所调出，成立了中国科学院河北省分院经济研究所，但仍设立于南开大学校内。
1960年，南开大学新增设立地质地理系、物理二系和哲学系，1961年地质地理系即停办。1962年，由南开大学经济研究所自南开大学拆分后组建的中科院河北分院经济研究所准备停办，周恩来指示由南开大学重新接管，复名南开大学经济研究所。同年，杨石先创办南开大学元素有机化学研究所，奠定了南开大学化学学科的基础。1965年，南开大学物理二系的原子核物理和放射化学两个专业师生整体搬迁并入兰州大学。

## 文革时期
1966年至1976年文化大革命期间，南开大学正常教学秩序被破坏，大多数教师受到打击迫害。1966年“文革”甫一开始，时任河北省委文教书记张承先到南开大学开始煽动。时任南开大学党委书记的臧伯平随即成立了由庞诵逄负责的文化大革命办公室和刘世凯负责的大字报整理组。同时，臧伯平令党委宣传部邢馥德，虚拟了一个黑名单，以副校长何锡麟、娄平为首，把吴大任、滕维藻、郑天挺等南开大学一百余名教师职工列为牛鬼蛇神，称之为“何娄黑帮”，致使其遭到诬陷、绑架、毒打等非人道待遇。1967年4月27日，天津大学、河北工学院等高校青年汇集南开大学发生万人武斗事件。1968年8月20、21日，工人毛泽东思想宣传队3600人进入南开大学，接管了学校的领导权。11月，南开大学当时热衷文化大革命的领导层发布通告称南开大学叛徒成团、特务成网、反革命成串。周恩来得知后不悦，并反驳“我了解南开大学，南开大学哪来那么多叛徒、特务、反革命？”1969年，南开大学298人被揪斗，占全校员工7.2%，包含510名教师干部在内的总计538人被非法审查；160人在学习班被强制学习，其中教授、副教授占93%。
1970年4月18日，南开大学出现了反对文化大革命的标语，称“四一八”案件。同年，天津市革命委员会决定停办天津半工半读工科师范学院，人员并入南开大学。1976年7月28日，唐山大地震波及天津，南开大学8名教工和23名学生罹难，2177间房屋受损，面积达77548平方米，精密贵重仪器设备损坏43件，价值56.6万元，直接经济损失逾500万元。文革结束后，据校方统计文化大革命期间全校3000多名师生中，583人被非法立案审查，437人被牵扯进158件集团性冤假错案，246人受到各种程度的冲击，21人被迫害致死，其中有学校原党委书记高仰云、化学家陈天池教授等。南开大学校内曾成立过南开大学“八一八”红色造反团等红卫兵组织，历史系曾出现了文革中罕见的活人展览，让受害者在展厅中向观众当面说出自己的罪行。

## 改革开放后

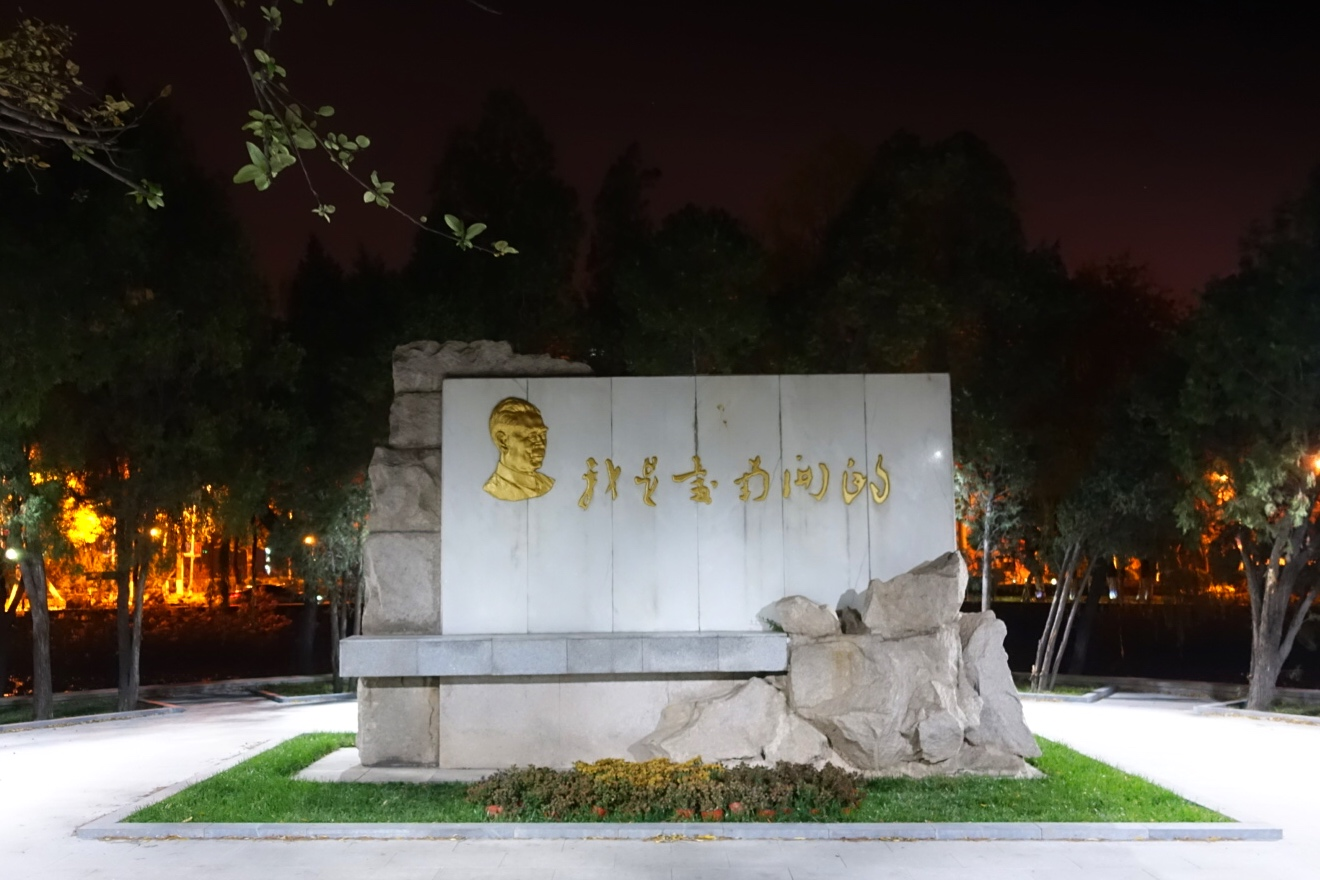
1979年10月校庆60周年，校方在马蹄湖湖心岛树立了周恩来同志纪念碑

1976年，文化大革命结束，南开大学的教学秩序开始逐渐恢复。1978年2月17日，国务院转发教育部《关于恢复和办好全国重点高等学校的报告》，确定南开大学为第一批全国重点高等学校。1979年，杨石先再度担任南开大学校长，旅居加拿大的汉学家叶嘉莹到南开大学中文系执教三个月。10月，建校60周年之际，南开大学在马蹄湖的湖心岛修建了周恩来同志纪念碑。12月，由南开大学谷书堂教授主编的《政治经济学（社会主义部分）》正式出版，成为中国大陆北方各高校通用的经济学教科书，被称为“北方本”，该书突破了苏联教科书的框架、吸取当时理论界的最新研究成果并历经多次修订，在中国经济学科教育领域具有较高影响力。

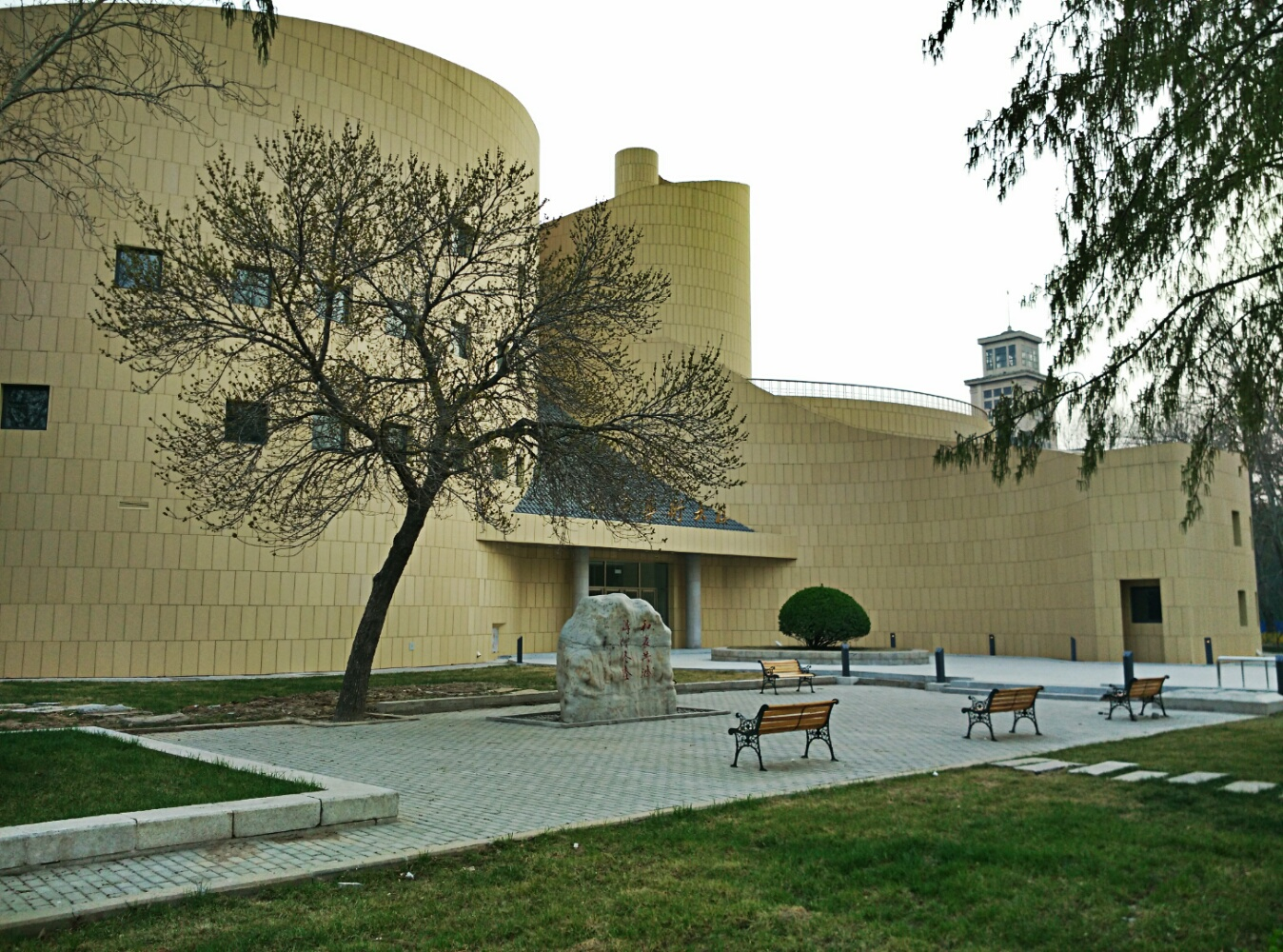
1984年范曾捐建的东方艺术大楼

1980年，校长杨石先提出请辞，在当时的高教界极为罕见。次年，中央政府接受请辞并任命他为南开大学名誉校长。滕维藻继任校长，在任职期间，南开大学利用传统支柱学科基础好的优势，先后建立了博物馆学、法学、旅游外语、旅游经济管理、金融学、保险学、审计学、国际经济学、政治学、社会学和编辑学等一批新的学科专业，形成了专业、系科较为齐全的文科教育学科体系，并在此基础上于1983年恢复了经济学院。同时，还建立了应用化学、电子学、计算机应用、生物医学、生物工程等一批理工科交叉、边缘和高新科技类专业。1984年9月8日，南开大学研究生院正式成立，同年范曾捐赠3000万元在南开大学校内建设了东方艺术大楼，成为校园内的标志性建筑物。1985年，南开大学元素有机化学国家重点实验室在元素有机化学研究所及化学系金属有机化学研究组基础上组建，是中国首批国家重点实验室。1986年6月，在陈省身、杨振宁的共同提议下，南开大学数学研究所理论物理研究室开始筹建。1987年，南开大学经济研究所研究世界经济方向的研究室单独成立南开大学国际经济研究所。到1980年代中后期，南开大学已发展成为一所包括人文社会科学、自然科学、技术科学、生命科学、管理科学及艺术等多学科的综合大学。

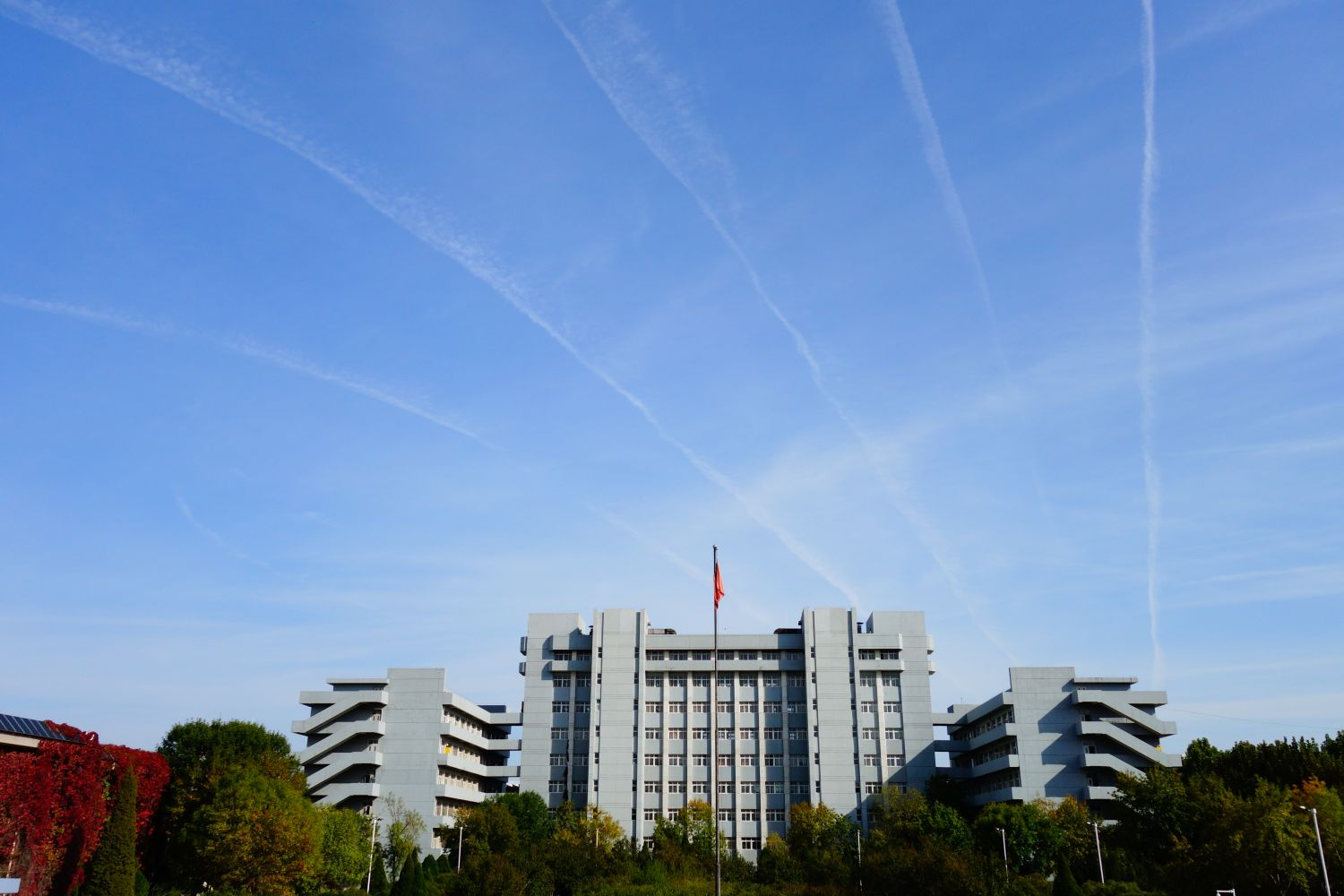
南开大学化学学院

1990年8月29日，隶属天津市一轻局的柠檬酸厂全建制调整给南开大学新技术实业集团公司，成为天津市第一家划拨给高校的工业企业。1991年，叶嘉莹应邀在南开大学成立中华古典文化研究所并任所长。1994年，外经贸部直属的天津对外贸易学院并入南开大学，参与组建南开大学商学院。1995年，南开大学入选中国首批“211工程”院校。同年，侯自新接替母国光出任南开大学校长。1997年7月，在南开园被日军炸毁60周年之际，南开大学重新铸造校钟悬挂于大中路旁。1998年5月，南开大学与天津经济技术开发区签定协议，由天津经济技术开发区投资3.2亿元人民币在开发区建设南开大学泰达学院。1990年代后期，中国大学合并浪潮中，时任国务院副总理李岚清希望南开大学和天津大学根据“共建、调整、合作、合并”的方针进行合并，教育部和天津市领导以第十个入围985工程的名额等条件向两校施压。但是，两校均具有悠久的历史和办学特色，且校友强烈反对，两校的合并计划最终失败，办学方针调整为“各自独立办学、相互紧密合作”，两校之间连通的天南街也筑起了围墙。同时，两校合作建立南开大学天津大学刘徽应用数学中心，在校园相接处选址建设南开大学天津大学联合研究大厦以作为两校拒绝合并提议后的妥协。

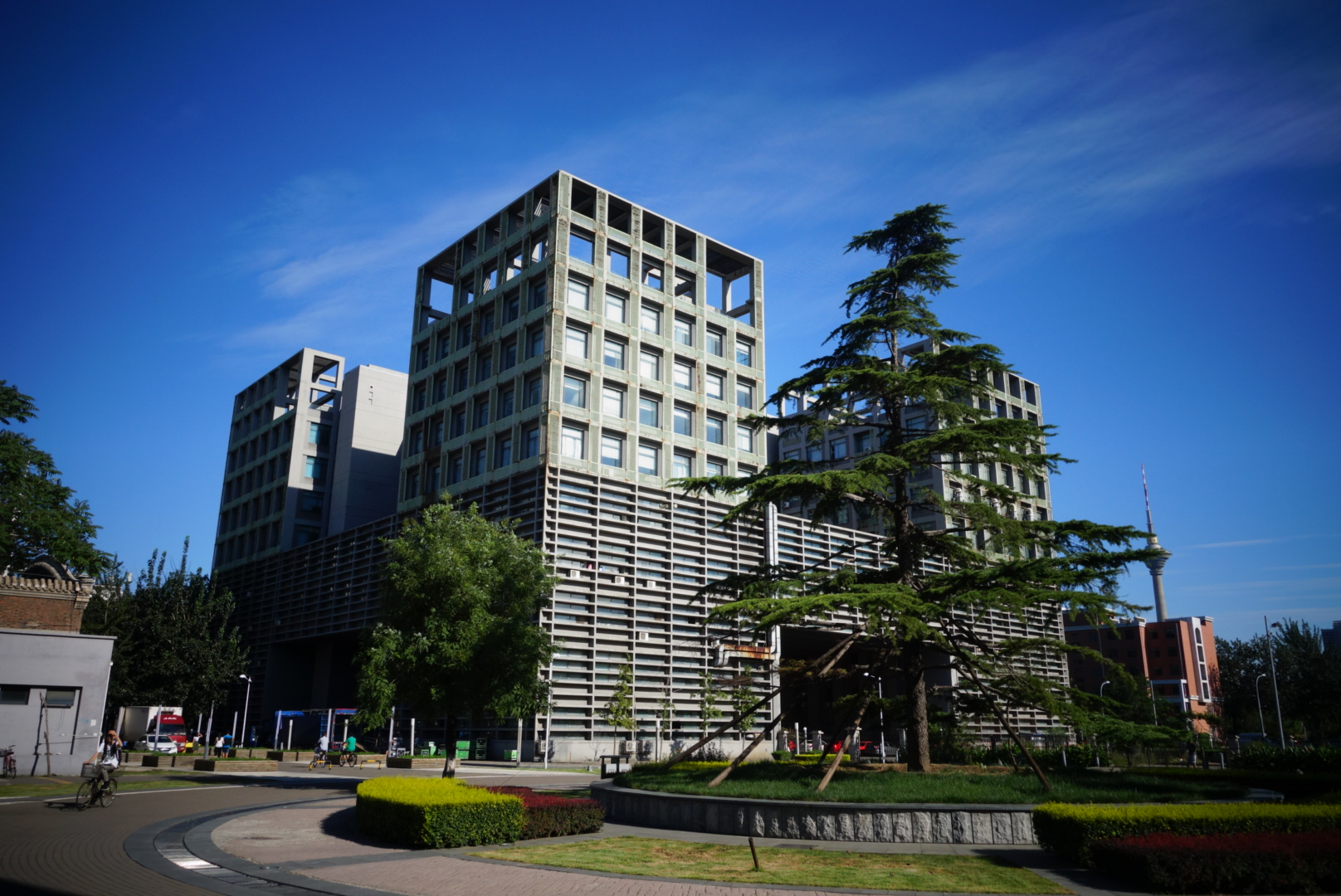
天津大学南开大学联合研究大厦

2000年1月，数学家陈省身定居南开大学校园中由校方为其修建的别墅宁园。8月，南开大学泰达学院正式成立。同年12月25日，南开大学入围“985工程”。2002年，南开大学深圳金融工程学院成立，诺贝尔经济学奖得主罗伯特·蒙代尔、中国证监会首任主席刘鸿儒任名誉院长。2004年6月2日，南开大学教育基金会成立。11月17日，南开大学与美国马里兰大学签署协议建立北美洲第一家孔子学院——马里兰大学孔子学院。2005年，南开大学下属允公集团被发现共计4亿元资金被违规使用。2006年5月，允公集团挪用资金案件被曝光，饶子和接替侯自新出任南开大学校长。2006年10月，南开大学体育中心竣工并投用。2007年12月24日晚，学生活动中心发生轿车刮蹭骑行学生的事故，爆发冲突，被称为“别克门事件”。2009年，学校与深圳市政府合作破裂，南开大学深圳金融工程学院撤销，校址由南方科技大学接收作为启动校区。2009年，南开大学将梁思成设计的学生第七宿舍楼重新修缮，变更功能为文科创新楼。

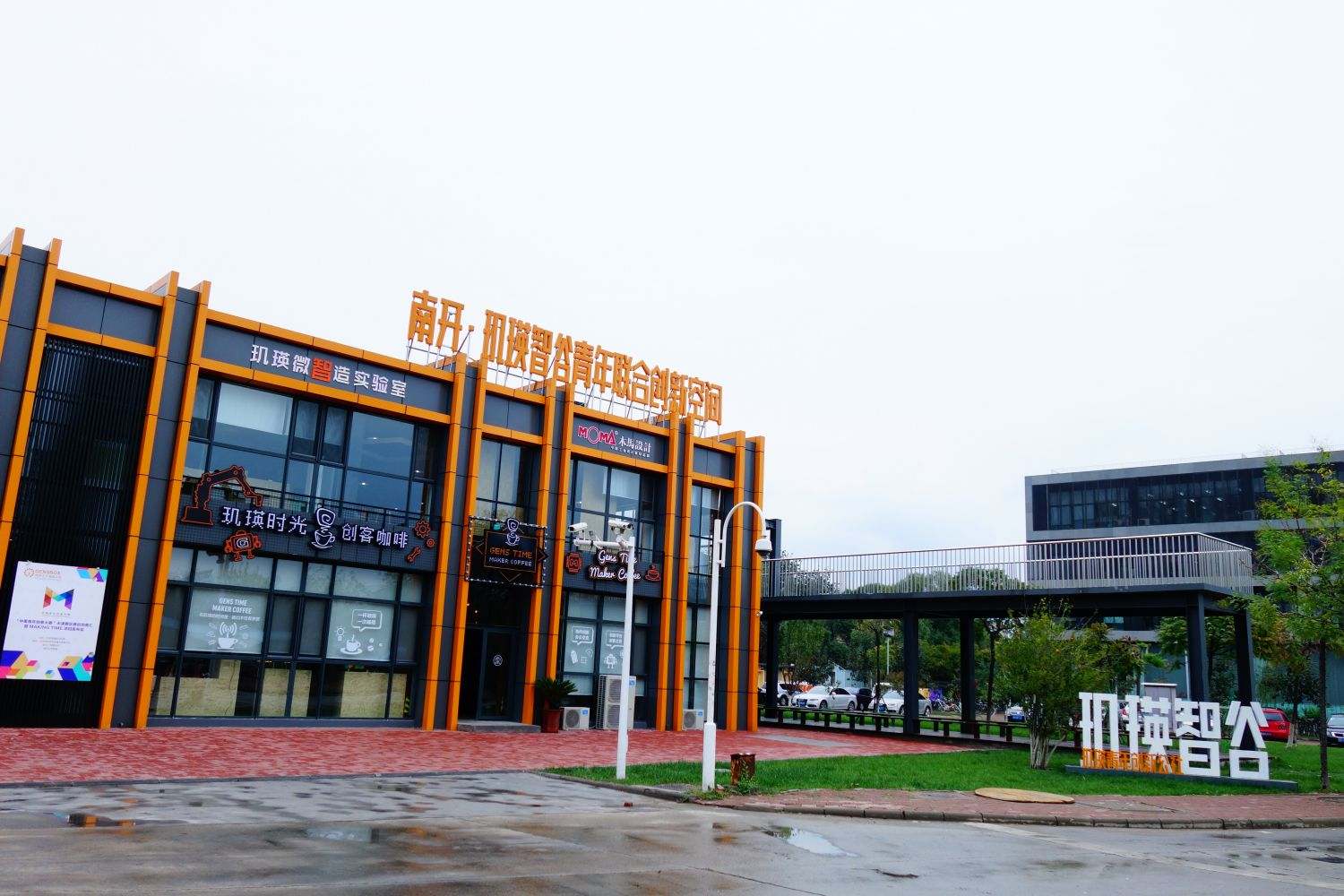
南开大学玑瑛青年创新创业实践基地

2010年，国家旅游局与南开大学签订战略合作协议，将其直属的中国旅游管理干部学院移交南开大学，与旅游学系合并为南开大学旅游与服务学院。同年，原定选址于静海县团泊湖畔的南开大学新校区计划，因时任天津市委书记张高丽的海河教育园区的主张，改为落户海河教育园区。2011年1月，校长饶子和调离南开大学，引发外界猜想，龚克出任南开大学校长。2013年，南开大学化学学院参与组建成立了天津化学化工协同创新中心，同时还牵头参与数学与科学前沿协同创新中心等协同创新中心的培育工作。2014年7月15日，教育部第22次部务会议审议通过《南开大学章程》。2014年，南开大学津南研究院正式挂牌成立。同年，玑瑛青创基地成立，是南开大学与天津市南开区共建的众创空间。

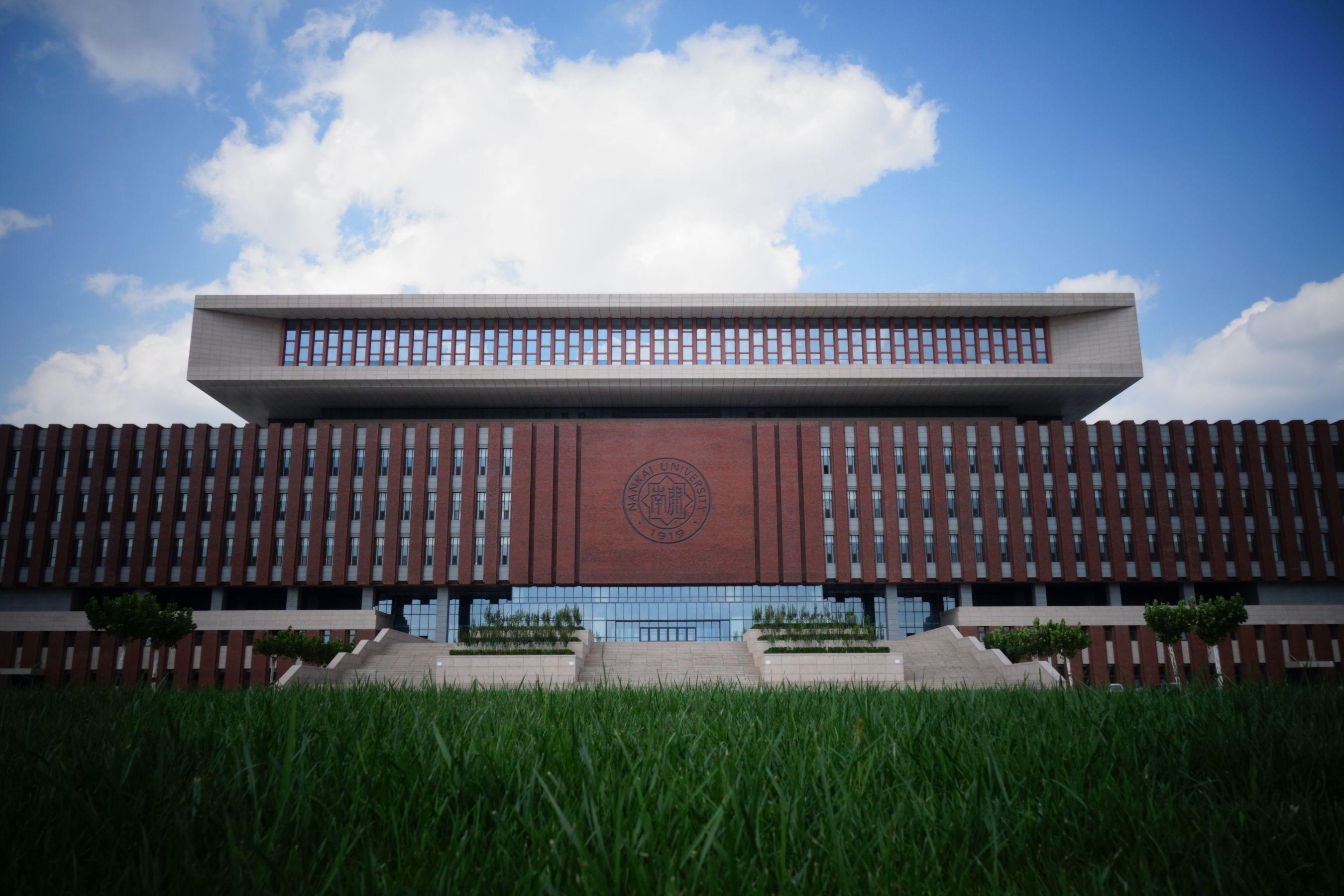
南开大学津南校区图书馆

2015年3月，南开大学参与组建中国—东盟区域发展协同创新中心。6月，南开大学金融学院和材料科学与工程学院相继成立。9月5日，南开大学津南校区正式启用。2016年9月，薛进文在担任南开大学党委书记长达14年后被免职，魏大鹏继任。10月，南开大学整建制接收天津市第四医院，作为南开大学附属医院。2016年11月，南开大学迎水道校区开始拆除。2017年9月21日，教育部、财政部、国家发展改革委公布了《世界一流大学和一流学科建设高校及建设学科的名单》，南开大学入围一流大学建设高校。世界史、数学、化学、统计学、材料科学与工程入围一流学科建设名录。2017年10月，南开大学与天津市第一中心医院、天津市第三中心医院、天津市第四中心医院、天津市眼科医院、天津市口腔医院、天津市人民医院、天津市胸科医院、天津市环湖医院、天津市南开医院、天津市第二人民医院、天津市中心妇产科医院、中国人民解放军第二五四医院等12家三级甲等医院签署战略合作协议，各大医院将承担南开大学医学院的临床教学任务。2018年1月3日，中国工程院院士、免疫学家曹雪涛接替龚克担任南开大学第十任校长。2019年9月，南开大学校长曹雪涛宣布启动“4211卓越南开行动计划”。
2020年10月，南开大学与天津医科大学签署战略合作框架协议，天津医科大学校长颜华兼任南开大学医学院院长。2022年8月，陈雨露任南开大学第十一任校长。2024年12月4日，南开大学与天津市卫生健康委签署共建天津市人民医院协议，将其作为南开大学直属附属医院，定名为南开大学第一附属医院。

## 校史研究与著作
南开大学校史是中国近代史、教育史、抗日战争史的研究对象。江沛等学者对蒋介石与张伯苓及南开大学之间的关系进行了研究，认为由于1949年后大陆政治评判使得蒋介石在南开大学的校史记载中成为被忽略不计甚至是有意淡化的因素，但南开大学在动荡年代的得到持续的拨款与跻身西南联大等方面的支持，离不开蒋介石与张伯苓的交往及诸多政治因素在其中所发挥的作用。金国、胡金平等学者对私立南开大学国立化进程中的“府学关系”进行了研究，认为权力让渡与资源获取相辅相成，而私立南开大学的国立化进程，实际上是国民政府通过办学资源的分配逐渐控制、消解私立大学办学自主权的过程。南开大学设立了校史研究室，研究南开大学、南开学校、张伯苓等校史相关议题。南开大学校史研究室先后牵头或参与出版了《南开学人自述》《抗战烽火中的南开大学》《抗战烽火中的南开大学历史图集》等校史著作。
2004年，南开学校建校百年之际，由南开大学校史研究室参与设计的《百年南开》展览在北京中国国家博物馆举行。2017年，南开大学1986级电子系校友发起拍摄《南开百年传奇》纪录片。2017年12月18日，中央电视台、天津电视台联合拍摄的《有个学校叫南开》电视纪录片开播，纪录了南开大学、南开中学等南开系列学校的百年历史。
目前，南开大学正在津南校区筹建校史馆，以展览南开大学建校以来的文物、史料。